# WOW 1999
WOW 1999 ist ein 1998 veröffentlichtes Kompilationsalbum mit 30 Liedern zeitgenössischer christlicher Popmusiker. Es enthält außerdem drei Bonustracks neuer Künstler. WOW 1999 erreichte 1998 den 51. Platz der Billboard 200-Charts und den 2. Platz der Top Contemporary Christian-Album-Charts. Im Jahr 2000 erreichte es Platz 21 der Top Contemporary Christian-Charts. Das Album wurde von der RIAA im Jahr 2000 mit Doppelplatin ausgezeichnet. Es wurde 1999 ebenfalls durch die Canadian Recording Industry Association mit Gold ausgezeichnet.

## Titelliste

### Seite 1
1. Into Jesus – dc Talk
2. Entertaining Angels – Newsboys
3. Crazy Times – Jars of Clay
4. Love Me Good – Michael W. Smith
5. Undo Me – Jennifer Knapp
6. Deeper – Delirious?
7. Pray (Radio Edit) – Rebecca St. James
8. The Devil Is Bad – The W’s
9. If You Really Knew – Out of Eden
10. Agnus Dei – Third Day
11. Anything Genuine – Smalltown Poets
12. Little Man – Supertones
13. Chevette (Remix) – Audio Adrenaline
14. What would Jesus do? – Big Tent Revival
15. His Cheeseburger – VeggieTales
16. To Know You – Nichole Nordeman

Hard To Get – Rich Mullins (im vorherigen Titel versteckt)

### Seite 2
1. Steady On – Point of Grace
2. God So Loved – Jaci Velasquez
3. Testify to Love – Avalon
4. I Will Not Go Quietly – Steven Curtis Chapman
5. Can’t Get Past the Evidence – 4Him
6. Somewhere Down the Road – Amy Grant
7. Lord I Believe In You (Remix) – Crystal Lewis
8. That Where I Am, There You May Also Be – Rich Mullins
9. In the Hands of Jesus – Bob Carlisle
10. Healing Waters – Michelle Tumes
11. The Power of a Moment – Chris Rice
12. He Will Make a Way – Kathy Troccoli
13. Strollin’ On the Water – Bryan Duncan
14. Never Be – Carman
15. The Light on the Hill – Máire Brennan
16. There Is a God – Natalie Grant
17. Lord of Eternity – Fernando Ortega